# Netelia media
Netelia media är en stekelart som först beskrevs av William Harris Ashmead 1894.  Netelia media ingår i släktet Netelia och familjen brokparasitsteklar. Inga underarter finns listade i Catalogue of Life.